# Prométhée à la deuxième personne
Pour plus de détails, voir Fiche technique et Distribution.
Prométhée à la deuxième personne (Προμηθέας σε Δεύτερο Πρόσωπο (Promithéas se Deftero Prossopo)) est un film grec réalisé par Costas Ferris et sorti en 1975.

## Synopsis
À partir du Prométhée enchaîné d'Eschyle, une réflexion sur le pouvoir. Les expérimentations cinématographiques, les philosophies orientales, la culture pop et la musique participent à cette réflexion.

## Fiche technique
- Titre : Prométhée à la deuxième personne
- Titre original : Προμηθέας σε Δεύτερο Πρόσωπο (Promithéas se Deftero Prossopo)
- Réalisation : Costas Ferris
- Scénario : Costas Ferris et Kostas Vrettakos d'après le Prométhée enchaîné d'Eschyle
- Direction artistique : Stavros Chasapis
- Décors :
- Costumes : Myrto Paraschi et Varvara Tsioli
- Photographie : Stavros Hassapis
- Son :
- Montage :
- Musique : Stamatis Spanoudakis
- Production :  Stefi S.A et Centre du cinéma grec
- Pays d'origine :  Grèce
- Langue : grec
- Format :  Noir et blanc, mono
- Genre : Film expérimental
- Durée : 75 minutes
- Dates de sortie : 1975

## Distribution
- Myrto Paraschi
- Yiannis Kounoupakis

## Récompenses
- Festival du cinéma grec 1975 (Thessalonique) : meilleure musique